# Copa Felix Bogado 1983
Copa Felix Bogado 1983 - turniej towarzyski o Puchar Felix Bogado 1983 między reprezentacjami Paragwaju i Argentyny rozegrano po raz trzeci (zarazem ostatni) w 1983 roku.

## Mecze
| 14 lipca Asunción |  | Paragwaj | 1 | - | 0 | Argentyna |

| 21 lipca Buenos Aires |  | Argentyna | 0 | - | 0 | Paragwaj |

## Końcowa tabela
| M | Reprezentacja | L.m. | Zw. | Rem. | Por. | Bramki | R.br. | Pkt |
| 1 | Paragwaj      | 2    | 1   | 1    | 0    | 1:0    | +1    | 3   |
| 2 | Argentyna     | 2    | 0   | 1    | 1    | 0:1    | -1    | 1   |

Triumfatorem turnieju Copa Felix Bogado 1983 został zespół Argentyny.